# Глухівська рада
Глухівські ради 1750, 1763 — зібрання козацької старшини, пов'язані з обранням гетьмана К.Розумовського та його діяльністю.

## Глухівська рада 1750
Глухівська рада 1750 — рада козацької старшини у місті Глухові (тепер Сумської області), на якій 22 лютого за вказівкою російської імператриці Єлизавети Петрівни гетьманом Лівобережної України було обрано Кирила Розумовського.
Тимчасове відновлення гетьманства було пов'язане з клопотанням козацької верхівки та складним зовнішньополітичним становищем Російської імперії (загострення у кінці 40-х років 18 століття відносин з Османською імперією і Річчю Посполитою) і намаганням у зв'язку з загрозою війни залучити на свій бік козацьку старшину.
У Глухівській раді взяли участь архієреї та інше духівництво, козацькі полки, генеральна старшина, представники шляхти. Від імператорського двору прибув граф І. Гендриков. Церемонія була пишною. Ось як описав її історик і військовий інженер О. Рігельман:
| «...3 вранішньою зорею, за учиненим з трьох гармат пострілом, збирався народ до встановленого лобного місця, де влаштований був, між церквами Троїцькою і Миколаївською, театр... Проходили полки, попереду глухівського гарнізону полк, у стройовому порядку, з розгорнутими знаменами, під гук барабанів і музику... До оповіщення ж сього дійства, гетьманського обрання, на театрі поставлено було два столи, накриті червоною камкою, на які покладено по правій стороні, височайшу державну грамоту і по правій же стороні першого столу, біля височайшої грамоти, поставлено державний великий прапор, якого підтримував той, хто його ніс, — бунчуковий товариш, а за оним митрополит з єпископами та архімандритами і з усім священним собором, у церковному вбранні...». Раду відкрив І. Гендриков. Відтак було зачитано жалувану грамоту імператриці щодо обрання гетьмана. Митрополит київський від імені зібрання висловив подяку імператриці за жалуване гетьманство. Після цього імператор. представник, «... обертаючись на всі боки, голосно питав: Кого волієте собі гетьманом? На що всі одностайно, як духовні, так і вся генеральна старшина, бунчукові і військові товариші, полковники і всяка старшина, і шляхетство, і козаки, і голота закричали, повідомляючи бажання, щоб бути в Малій Росії гетьманом... графові Кирилу Григоровичу Розумовському яко природному малоросіянинові, що тричі потвердили». Самого К. Розумовського на Г. p. 1750 не було. Підтвердження («конфірмація») прийнятого на раді рішення затяглося. Лише через рік, 24.11 1751, новий гетьман Лівобереж. України отримав у Петербурзі від імператриці військ, клейноди — булаву, прапор, бунчук, печатку і литаври. 22.V 1751 вона підписала ще одну жалувану грамоту про затвердження гетьм. уряду і дозволила новообр. гетьманові управляти Лівобереж. Україною за правами і вольностями, наданими ще Б. Хмельницькому. 30 травня того ж року К. Розумовський у ранзі гетьмана з великим ескортом урочисто в'їхав до Глухова — своєї резиденції. |

## Глухівська рада 1763
1763 К.Розумовський після участі в двірському перевороті у Санкт-Петербурзі (1762) прибув до Глухова. Тут він і вищі посадові особи його адміністрації підготували на ім'я імператриці Катерини II дві чолобитні. Одна стосувалася поліпшення вищої освіти в Гетьманщині, а саме: передбачалося перетворити Київську академію (див. Києво-Могилянська академія) на університет і заснувати університет у м. Батурин. У другій було клопотання про відновлення давніх прав України та визнання спадковості гетьманства за родиною Розумовських. Такі наміри викликали гостре невдоволення Катерини II і дали їй привід для остаточного скасування влади гетьмана та перетворення Малоросії на одну з провінцій Російської імперії.